# Huerta solar

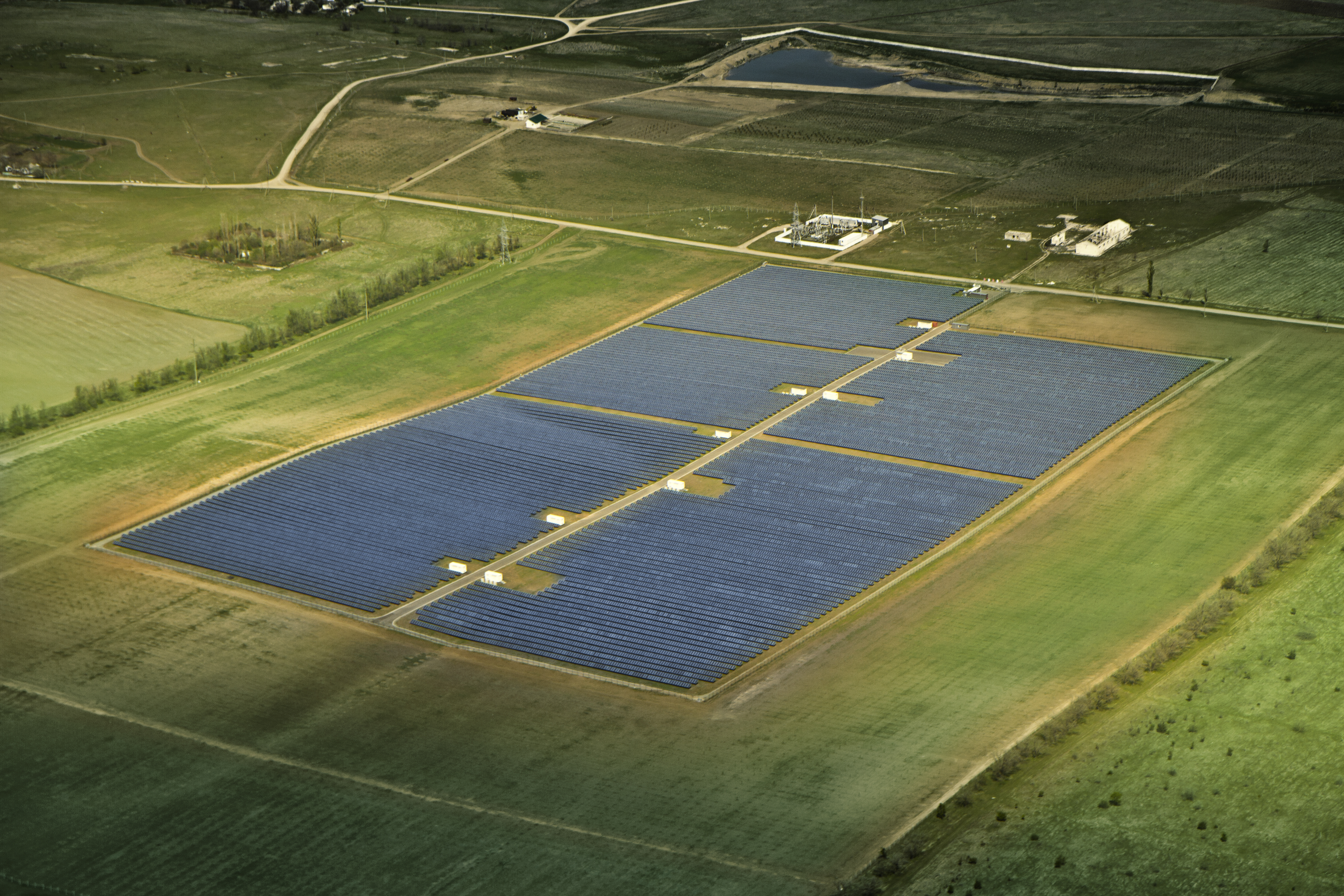
Parque solar Rodnikovoye, en Ucrania.

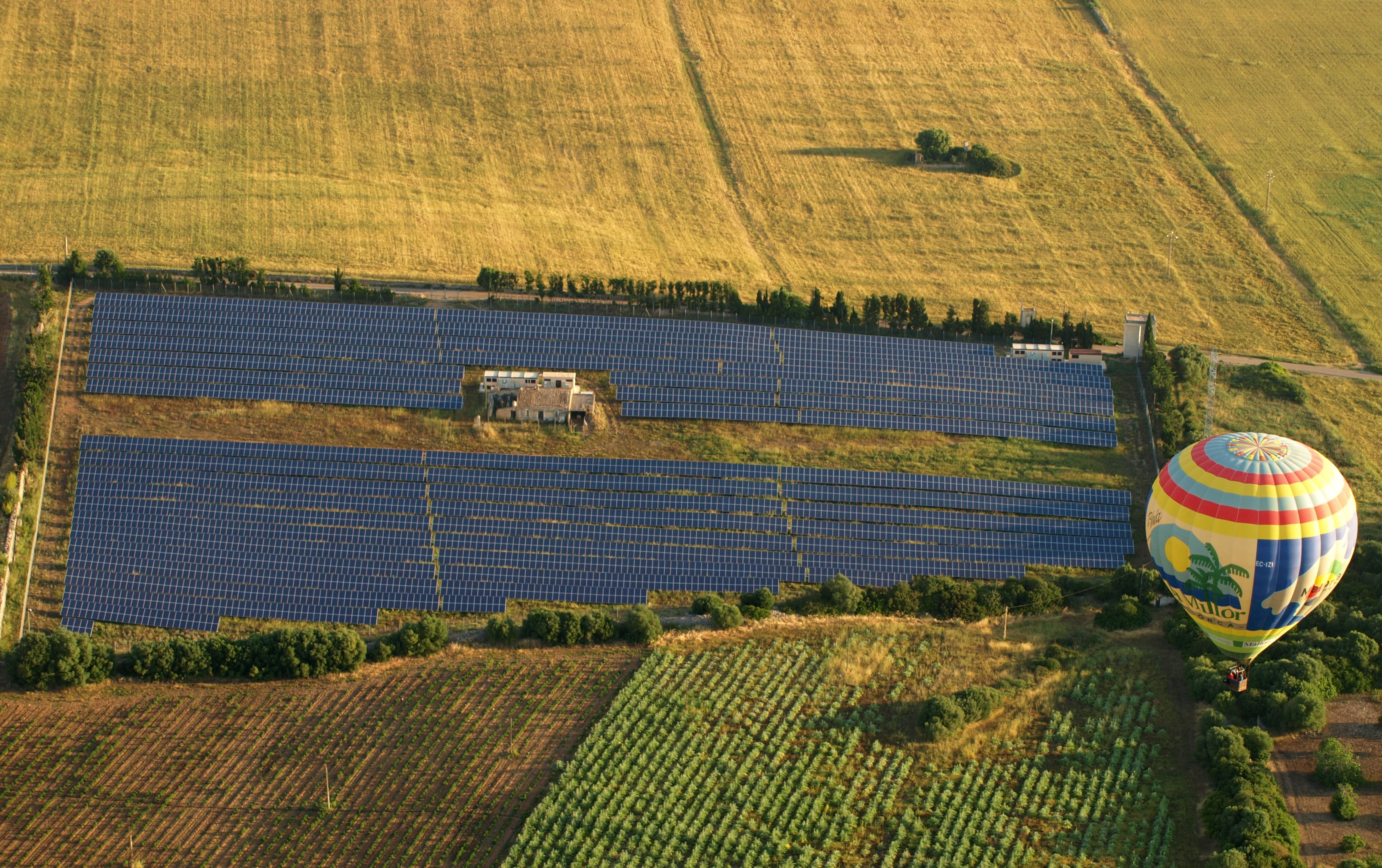
Parque solar en Manacor, Mallorca.

Una huerta solar, huerto solar, granja solar o campo solar es un recinto o espacio en el que pequeñas instalaciones fotovoltaicas de diferentes titulares comparten infraestructuras y servicios.
La diferencia entre parque solar y huerta solar está en el tamaño y en su carácter industrial o agrario. Un parque solar es una central solar y se refiere a una instalación de gran tamaño, más industrial compuesta por varias plantas solares que requieren una sala de control centralizada y transformadores de alta tensión.
La huerta solar se refiere a instalaciones individuales de pequeños productores con la intención de producir energía a pequeña escala para venderla a la red eléctrica. Huerta solar tiene su origen en el carácter agrícola porque se realizan encima de huertas, campos, pastos o viñedos y porque metafóricamente se cultiva el sol para producir energía como otro cultivo más de la tierra.

## Rendimiento de un huerto solar

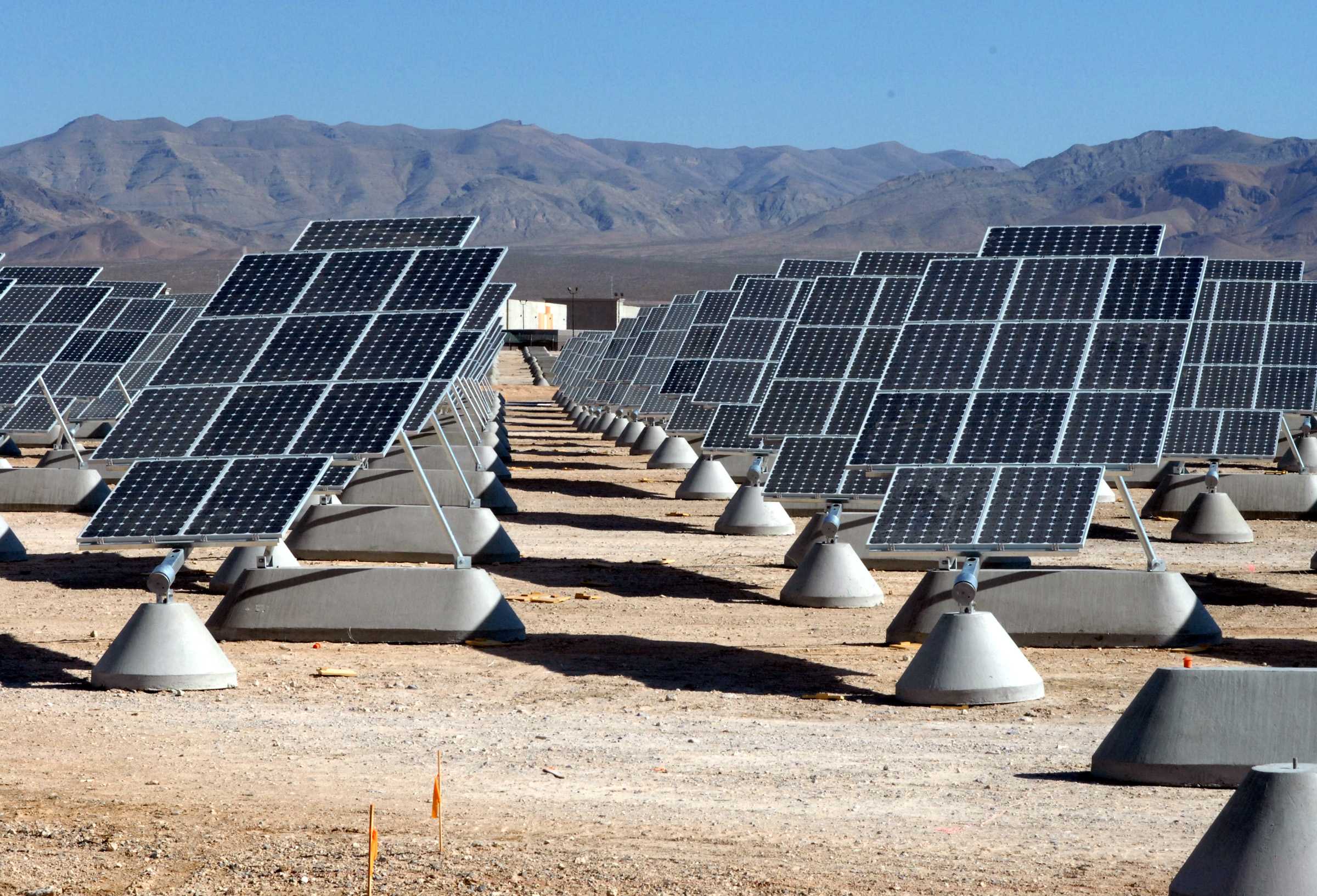
Planta de energía solar fotovoltaica de Base de la Fuerza Aérea de Nellis, Nevada (EE. UU.).

Como cálculo aproximado, cabe mencionar que con una hectárea de huerta solar (incluidos paneles, centros de transformación, inversores, caminos de acceso, vallado...) se puede suministrar la energía que consumen 100 familias. 
Se estima que para una instalación de 100 kW, la producción económica puede variar entre 60.000 y 70.000 dependiendo de la radiación solar. La inversión se puede autofinanciar con los propios ingresos, entre 10 y 15 años dependiendo de la carga financiera. Suelen contar con diferentes ventajas fiscales y administrativas tendentes a apoyar la implantación de estas instalaciones.

## Evolución del concepto de huerta solar
Desde que en el 2006 en la Base de la Fuerza Aérea de Nellis, se aplicó esta forma de coordinar y gestionar recursos para mejorar y llegar a hacer rentables pequeñas explotaciones productoras compartiendo elementos comunes se ha avanzado en ese principio.
El concepto de huerta solar está evolucionando hacia el concepto de Red de Productores o Electranet. ELECTRANET es una combinación de la libertad democrática de Internet aplicada a la energía eléctrica, es decir una red libre de productores de energía, por supuesto energía autoctóna, renovable y más limpia. Las huertas solares, las cubiertas de paneles, las plantas de biomasa, los parques eólicos y cualquier iniciativa privada tiene derecho de acceso a la red eléctrica y esto ya tiene un soporte jurídico a nivel europeo.
La actual economía, dominada por un reducido grupo de grandes productores de energía, se está transformando hacia la libertad de producción energética gracias al derecho de acceso a la red eléctrica por cualquier persona siempre que cumpla los niveles de seguridad requeridos.